# Cara Gee
Pour les articles homonymes, voir Gee.
Cara Gee, née le 18 juillet 1983 à Calgary en Alberta au Canada, est une actrice canadienne d'origine ojibwée.
Elle est surtout connue pour son second rôle dans la série The Expanse.

## Filmographie
- 2010 : Hot Tw*t (court métrage) : Eye Patch Girl
- 2010 : Gingerlip Kids (court métrage) : Sharon Taylor
- 2012 : Jessica King (série télévisée) : Alicia Pratta
- 2013 : Empire of Dirt : Lena Mahikan
- 2013 : The Cycle of Broken Grace (court métrage) : Hooker
- 2013 : Republic of Doyle (série télévisée) : Sydney Morrison
- 2014 : Darknet (série télévisée) : Gemma
- 2014-2015 : Strange Empire (en) (série télévisée) : Kat Loving
- 2015 : We Think it Belongs In The Sea (court métrage) : Lynne Ann
- 2016 : Anne Darling (court métrage) : Charlie
- 2016 : Inhuman Condition (série télévisée) : Tamar
- 2016 : Seraphim (mini-série)
- 2017 : The Expanse (série télévisée) : Camina Drummer
- 2017 : Sundowners : Jenny
- 2017 : The Neddeaus of Duqesne Island (série télévisée)
- 2017 : The Carmilla Movie : Emily Brontë
- 2017 : We Forgot to Break Up (court métrage) : Isis Wong
- 2017 : Red Rover : Phoebe
- 2018 : Birdland : Hazel James
- 2018 : Historic Homes of the Future : Pippa
- 2020 : L'Appel de la forêt : Françoise
- 2024 : Sweet Tooth : Siana